# Stiepan Awramienko
Stiepan Stiepanowicz Awramienko (ros. Степа́н Степа́нович Авра́менко, ur. 13 grudnia 1918 we wsi Szamrajiwka w guberni kijowskiej, zm. 7 września 2010 w Moskwie) – radziecki polityk ukraińskiego pochodzenia, członek KC KPZR (1971–1986), przewodniczący Komitetu Wykonawczego Rady Obwodowej w Nowosybirsku (1959–1964).

## Życiorys
W latach 1933–1935 uczeń technikum w Białej Cerkwi, 1935–1941 studiował w Instytucie Rolniczym w Białej Cerkwi, po czym pracował jako weterynarz m.in. w rejonowym wydziale rolniczym w obwodzie nowosybirskim, później kierował tym wydziałem i był zastępcą przewodniczącego, potem przewodniczącym komitetu wykonawczego barabińskiej rady rejonowej. Od 1950 w WKP(b), zastępca szefa Obwodowego Zarządu Gospodarki Rolnej w Nowosybirsku, w latach 1955–1959 I sekretarz Komitetu Miejskiego KPZR w Barabińsku. Od kwietnia 1959 do maja 1964 przewodniczący Komitetu Wykonawczego Rady Obwodowej (od stycznia 1963: Wiejskiej Rady Obwodowej) w Nowosybirsku, od 9 kwietnia 1964 do 29 czerwca 1985 I sekretarz Amurskiego Komitetu Obwodowego KPZR. Od 8 kwietnia 1966 do 30 marca 1971 zastępca członka, a od 9 kwietnia 1971 do 25 lutego 1986 członek KC KPZR, od czerwca 1985 na emeryturze. Deputowany do Rady Najwyższej ZSRR od 6 do 11 kadencji.

## Odznaczenia
- Order Lenina (dwukrotnie - 1968 i 1975)
- Order Rewolucji Październikowej (1971)
- Order Czerwonego Sztandaru Pracy (trzykrotnie - 1966, 1971 i 1985)
- Order Przyjaźni Narodów (1978)
- Medal jubileuszowy „W upamiętnieniu 100-lecia urodzin Władimira Iljicza Lenina”
- Medal „Za pracowniczą dzielność”
- Medal „Za zagospodarowywanie dziewiczych ziem”
- Medal „Za ofiarną pracę w Wielkiej Wojnie Ojczyźnianej 1941–1945"